# Peep show
Pour les articles homonymes, voir Peep show (homonymie).

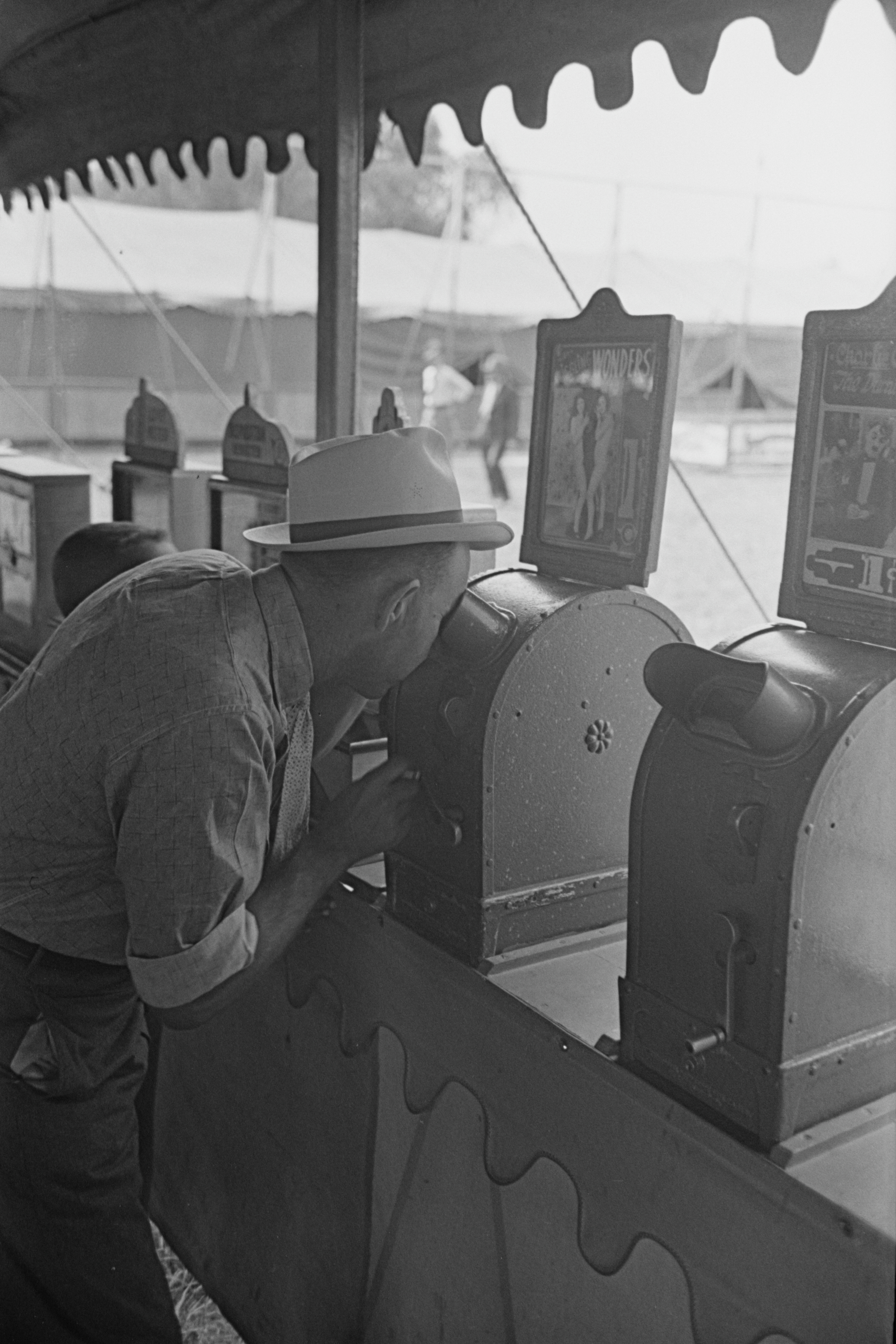
Un homme regardant un peep-show en 1938 à Donaldsonville en Louisiane.

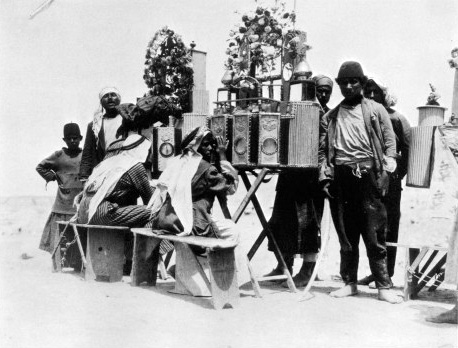
Photographie par Khalil Raad d'un peep show en Palestine (entre 1918 et 1935).

Un peep-show (de l'anglais, « to peep » signifiant « jeter un coup d'œil » et « show » signifiant « spectacle ») est un spectacle vu par une seule personne à la fois à travers une petite ouverture ou une loupe.
Si en anglais le terme désigne généralement tout type de spectacle, il s'utilise en français presque uniquement pour des spectacles érotiques ou pornographiques (striptease, scènes ou positions à caractère sexuel).

## Histoire
L'invention du peep-show remonte à la fin du XIXe siècle, à New York, où il désignait des films érotiques ou pornographiques courts regardés à travers le judas d'une machine cinématographique (comme un mutoscope par exemple) moyennant une petite somme d'argent. À une époque où les images érotiques ou pornographiques étaient rares dans une Amérique plus puritaine qu'aujourd'hui, les peep-shows constituaient une véritable attraction pour les spectateurs à la recherche d'images érotiques. What the Butler Saw, un court-métrage montrant une femme se déshabillant partiellement dans sa salle de bain, est un exemple de ces films érotiques du début du XXe siècle qui étaient montrés dans les peep-shows de l'époque.
Dans les années 1970 apparaissent des peep-shows en direct, sous la forme de cabines privatives possédant une vitre ou une ouverture à travers laquelle le spectateur regarde une hôtesse réalisant un striptease ou mimant des positions sexuelles explicites. Il n'y a donc pas de contact physique entre cette dernière et le client. Le premier de ces « live shows » naît à New York en 1972.
Le développement de l'accès à des contenus érotiques ou pornographiques (cassettes, DVD et surtout l'arrivée d'Internet) a largement contribué au déclin des peep-shows et leur nombre tend à diminuer rapidement. Aujourd'hui, les sites montrant des spectacles coquins via webcam sur Internet sont en réalité la forme moderne des peep-shows traditionnels.

## Dans la culture populaire
- Doctor who - Arc66 - Carnival of monsters (1973). Dans cet arc, le Docteur et Jo Grant se retrouvent piégés dans un peep-show (au sens premier du terme).
- Virginie Despentes - Les Chiennes savantes (1996).
- Madonna -  Open Your Heart (1986). Dans le vidéo-clip, le décor et la chorégraphie font référence à l'univers du strip-tease.
- Time Bomb - Les Bidons veulent le Guidon (1996) : « Les go me bipent, ça agace les types, tous flippent / Qu'une de leurs putes nous pipent, pub pour mon peep-show ».
- Oxmo Puccino feaf. Lino - La loi du point final (1998) : « La vie est belle comme une pin-up, une pipe, un strip-tease dans un peep-show. »
- Le Fabuleux Destin d'Amélie Poulain de Jean-Pierre Jeunet (2001) : Eva, la vendeuse du sex-shop (jouée par Claude Perron) danse dans un peep show.
- 50 Cent feat. Eminem - Peep show (Curtis, 2007)[2].
- Alkpote feat. Salif - « Le rap c'est un peep show » (L'Empereur, 2008)[3].
- Britney Spears - Freak Show (Blackout, 2007) « Make it a... Freakshow Freakshow, We can give em a, Peepshow... peepshow. »
- Wim Wenders - Paris, Texas (1984). Jane, la femme de Travis, travaille dans un peep-show, et ils se retrouvent par l’intermédiaire du téléphone les reliant.
- Peep-show est un roman d'Alain Julien Rudefoucauld, second lauréat du prix de littérature international et indépendant Dino Buzzati (2015) - Publié aux éditions L'esprit du temps en août 2017.
- Peep Show (2003-2015) est une série télévisée britannique diffusée sur Channel 4 (Royaume-Uni), filmée de façon subjective.